# Konjunktiv
Konjunktiv (z pozdně latinského modus coniunctivus, v překladu způsob sloužící k větné vazbě, z lat. coniungere – spojovat) či (v některých jazycích) subjunktiv (francouzsky subjonctif, česky spojovací způsob) je slovesný způsob, který vyjadřuje zpravidla podmíněnost či hypotetičnost děje. Existoval již v praindoevropském jazyce a udržel se v mnoha živých jazycích. V češtině a některých dalších slovanských jazycích převzal jeho funkci kondicionál a částečně též imperativ. V jiných jazycích splynul konjunktiv s optativem.
Vyjadřuje akce možné, pravděpodobné, hypotetické, žádoucí, obávané nebo potřebné (slouží tak k vyjádření postojové modality mluvčího). Je to způsob akcí myšlených, které se nemusí stát v žádném časovém bodě. Označuje především subjektivnost, pochybnosti či nejistotu sdělení.

## Konjunktiv v rodině indoevropských jazyků
Konjunktiv se spolu s optativem vyskytoval již v praindoevropském jazyce, což je zrekonstruovaný hypotetický jazyk, z kterého vycházejí četné současné jazykové rodiny. Těmi jsou například jazyky románské, keltské, germánské, slovanské, množství jazyků indického subkontinentu a jazyky íránské a perské. Tyto jazyky často konjunktiv zkombinovaly s dalšími způsoby a vytvořily způsoby hybridní, či jej zcela pozbyly.
V tomto praindickém jazyce zajišťoval konjunktiv úlohu nereálna, tedy situací nepravděpodobných či protichůdných. Naproti tomu optativ vyjadřoval přání či tužby.
Pouze albánština, avestánština, starořečtina, sanskrt a do jisté míry i církevní staroslověnština si zachovaly konjunktiv a optativ jako způsoby oddělené a paralelní.
V sanskrtu se použití konjunktivu nachází pouze v raném védickém jazyce a optativ s imperativem jsou ještě méně časté. Kolem roku 500 upadl konjunktiv v zapomnění, načež jeho místo převzaly optativ a imperativ. Tvary konjunktivu první osoby se nadále používaly jako imperativ, který však svůj tvar, odpovídající první osobě, ztratil.

### Latina a románské jazyky
Latinský konjunktiv se skládá především z forem optativu, zatímco některé z tvarů původního subjunktivu vytvořily flexi času budoucího. To je patrné zejména v třetí konjugaci latinských sloves. V latině se *i minulého optativu projevuje tím, že latinský konjunktiv má samohlásky většinou uzavřené, zejména když indikativ užívá samohlásky méně uzavřené. Kupříkladu rogamus v indikativu se mění na rogemus v subjunktivu.
V portugalštině, španělštině a italštině (jakož i v jiných románských jazycích) si subjunktiv uchovává tvar snadno odlišitelný téměř pro všechna slovesa. To platí i pro velké množství francouzských sloves. Všechny tyto jazyky totiž zdědily konjunktiv z latiny, který kombinuje několik forem a použití originální indoevropské flexe.

## Španělština
Nejčastější použití ve španělštině:
- vyjádření přání: Mi madre quiere que estudie medicina
  - Moje matka si přeje, abych studoval medicínu.
- vyjádření pochybností: No creo que llegue a tiempo
  - Nevěřím, že dorazí včas.
- výskyt ve víceméně ustálených frázích:
  - es probable que (je pravděpodobné, že),
  - cuando (pokud/když),
  - es interesante que (je zajímavé, že) etc.
- vyjádření negativního příkazu: No tires el papel.
  - Nevyhazuj ten papír!

### Tvoření

#### Přítomný čas
Vezměme tvar slovesa v infinitivu a odstraníme infinitivní koncovku (např.: trabajar, kořen trabaj-). K tomu již můžeme dodat následující koncovky a vytvořit tak tvar přítomného subjunktiva:
|                                        | Slovesa končící na ar | Slovesa končící na er či ir |
| 1. yo (já)                             | -e                    | -a                          |
| 2. tú (ty)                             | -es                   | -as                         |
| 2. vos (Rioplatense)                   | -es                   | -as                         |
| 2. vos (Centroamérica)                 | -és                   | -ás                         |
| 3. él, usted (on, vykání jednotné)     | -e                    | -a                          |
| 1. nosotros (my)                       | -emos                 | -amos                       |
| 2. vosotros (vy)                       | -éis                  | -áis                        |
| 3. ellos, ustedes (oni, vykání množné) | -en                   | -an                         |

Tedy kupříkladu: que yo trabaje, que tú trabajes, que vos trabajes (Rioplatense), 'que vos trabajés (en Centroamérica), que él trabaje, que nosotros trabajemos, que vosotros trabajéis, que ellos trabajen.
Je třeba také podotknout, že ačkoliv jsou koncovky vždy pravidelné, slovesa, která mají nepravidelný tvar v první osobě čísla jednotného, jej přebírají také do subjunktivu. Několik nejpoužívanějších sloves má navíc v subjunktivu zcela nepravidelný kořen:
|                                        | ser    | estar   | ir      | haber   | dar   | saber   |
| 1. yo (já)                             | sea    | esté    | vaya    | haya    | dé    | sepa    |
| 2. tú (ty)                             | seas   | estés   | vayas   | hayas   | des   | sepas   |
| 3. él, usted (on, vykání jednotné)     | sea    | esté    | vaya    | haya    | dé    | sepa    |
| 1. nosotros (my)                       | seamos | estemos | vayamos | hayamos | demos | sepamos |
| 2. vosotros (vy)                       | seáis  | estéis  | vayáis  | hayáis  | deis  | sepáis  |
| 3. ellos, ustedes (oni, vykání množné) | sean   | estén   | vayan   | hayan   | den   | sepan   |

#### Minulý čas

##### Imperfektum
Následující koncovky platí pro případ imperfekta subjunktivu:
|          | Slovesa končící na -ar | Slovesa končící na -er nebo -ir |
| yo       | -ara/-ase              | -iera/iese                      |
| tú/vos   | -aras/-ases            | -ieras/-ieses                   |
| él       | -ara/-ase              | -iera/-iese                     |
| nosotros | -áramos/-ásemos        | -iéramos/-iésemos               |
| vosotros | -arais/-aseis          | -ierais/-ieseis                 |
| ellos    | -aran/-asen            | -ieran/-iesen                   |

Zatímco tvar -se je odvozen přímo z latinského subjunktivu, forma -ra byla odvozena později od španělského plusquamperfekta.

#### Budoucí čas
Budoucí subjunktiv se již přestal používat v běžném jazyce. Nadále je možné jej nalézt pouze ve formálním kontextu ve třetí osobě. V moderním jazyce je nahrazen jinými formami subjunktivu.
- Quien insultare a la reina... (dnes „Quien insulte“ – Kdo by urazil královnu...)
- Sea lo que fuere (dnes „Sea lo que sea“ – Ať už se stane cokoliv).

Budoucí subjunktiv se užívá především v právním prostředí. Obzvlážtě jej můžeme nalézt v článcích volebních zákonů, např.:
- Serán castigados con uno a seis meses de prisión:
  - los que introdujeren en el sobre...
  - los que dañaren las boletas...
  - los que condujeren a otros electores...

- Potrestáni jedním až šesti měsíci vězení budou:
  - ti, již by vložili do obálky...
  - ti, již by poškodili hlasovací lístky...
  - ti, již by naváděli ostatní volitele...

|       | Budoucí čas jednoduchý subjunktivu | Budoucí perfekt subjunktivu |
| Ser   | que yo fuere que tú fueres que él fuere que nosotros fuéremos que vosotros fuereis que ustedes fueren que ellos fueren                             | que yo hubiere sido que tú hubieres sido que él hubiere sido que nosotros hubiéremos sido que vosotros hubiereis sido que ustedes hubieren sido que ellos hubieren sido               |
| Estar | que yo estuviere que tú estuvieres que él estuviere que nosotros estuviéremos que vosotros estuviereis que ustedes estuvieren que ellos estuvieren | que yo hubiere estado que tú hubieres estado que él hubiere estado que nosotros hubiéremos estado que vosotros hubiereis estado que ustedes hubieren estado que ellos hubieren estado |

Postupem času stále více převažuje užití přítomného subjunktivu nad ostatními formami. Stejně tak méně záleží na psaném či ústním, formálním či neformálním kontextu.

## Němčina
V němčině se rozlišuje konjunktiv I a konjunktiv II. 
Konjunktiv I zahrnuje konjunktiv prézenta (např. er sei, er habe), konjunktiv futura a konjunktiv perfekta.
Konjunktiv I často vyjadřuje cizí mínění, z pohledu mluvčího často nevěrohodné (indikativ prézenta: Er sagt, dass niemand zu Hause ist. – Říká, že nikdo není doma. x konjunktiv prézenta: Er sagt, dass niemand zu Hause sei. – Říká, že (prý) nikdo není doma.). 
Konjunktiv II zahrnuje konjunktiv préterita (er wäre, er hätte) a konjunktiv plusquamperfekta. 
Pojem kondicionál němčina nezná. Konjunktiv préterita odpovídá českému kondicionálu přítomnému, v hovorové němčině se (mimo sloves haben, sein a werden) často nahrazuje opisnou formou „würde + infinitiv“ – Ich hülfe (neobvykle a zastarale) x častěji Ich würde helfen. – Pomohl bych. Konjunktiv plusquamperfekta odpovídá českému kondicionálu minulému.

## Angličtina
V angličtině se konjunktiv vyskytuje v omezené a ustrnulé formě. Nejtypičtějším příkladem je užití v podmiňovacích a přacích větách (If I were… / I wish he were…). Jinak se konjunktiv projevuje jako holý infinitiv (bez „to“) a vyjadřuje též rozkazovací způsob (It's essential that he be here. / Be here by noon!).